# 中津川 (岩手県)
中津川（なかつがわ）は、岩手県を流れる一級河川。一級水系北上川の支流。

## 概要

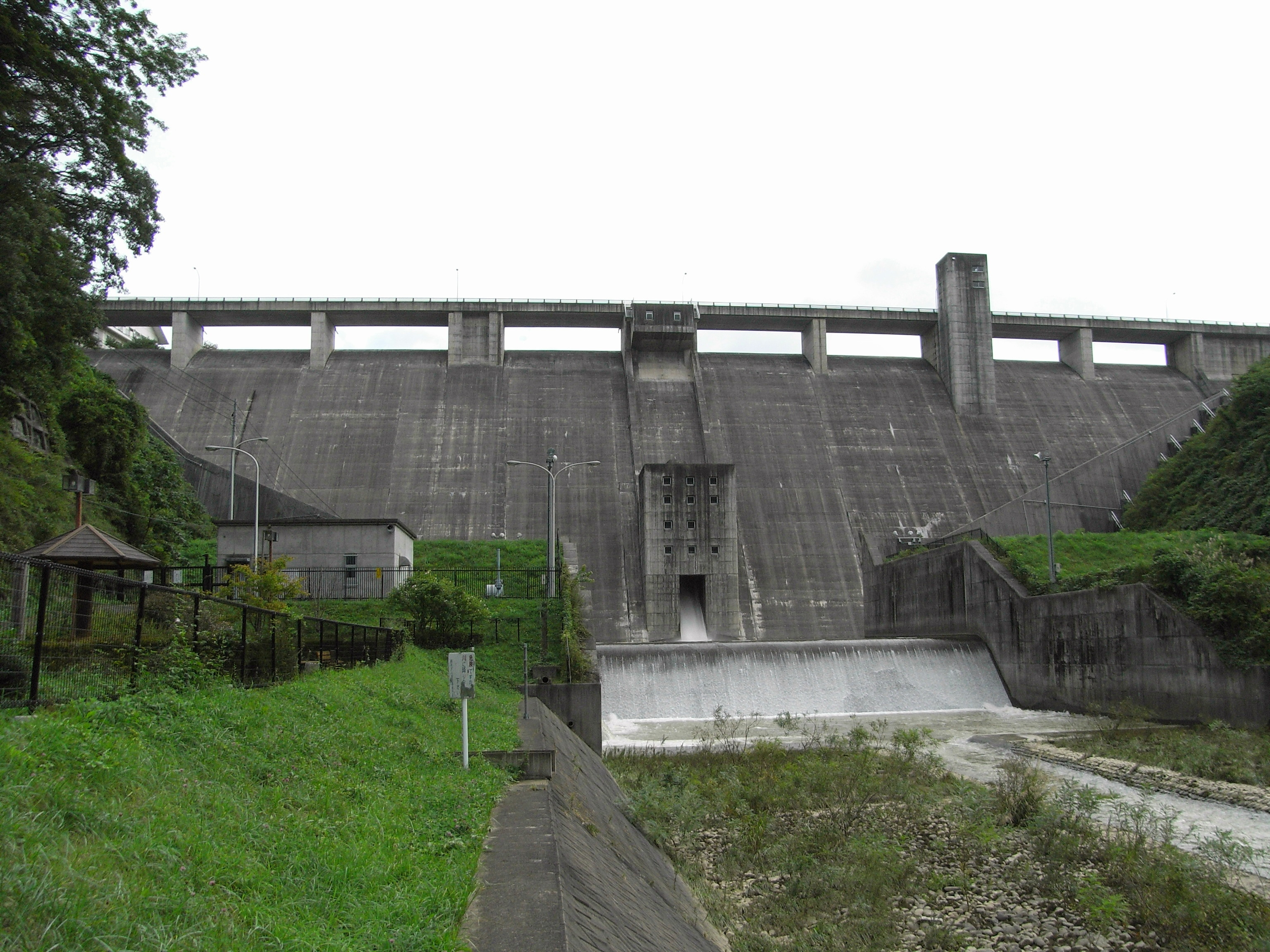
綱取ダム

北上山地の御大堂山や岩神山・阿部舘山などの沢を源流とする。西に流れ、綱取ダムを経て盛岡市市街で北上川に合流する。
1910年（明治43年）9月 台風と前線による雨域の中心が岩手県北西部にあったため氾濫し盛岡市に甚大な被害を及ぼした。

## 生物
サケが遡上、産卵する。盛岡市内の橋では秋になると川をのぞきこんでサケを探す人の姿が見られる。
- 魚類
  - 上流域 - ヤマメ、イワナ、カジカ
  - 中流域 - ウグイ、アブラハヤ、ニゴイ、シマドジョウ、サケ、ナマズ
  - 合流点 - コイ、ウナギ
- 鳥類 - スズメ、チュウサギ、オオハクチョウ、カルガモ、ハシボソガラス